# الجائزة الدولية لعلم الأحياء
الجائزة الدولية لعلم الأحياء هي جائزة علميّة سنوية تمنحها الجمعية اليابانية لدعم العلوم لأصحاب المساهمات البارزة في البحث العلميّ في علم الأحياء والعلوم الطبيعية. لا تُمنح الجائزة الدولية لعلم الأحياء دائمًا لعالم الأحياء، إلّا أنّها تُعدّ واحدة من أكثر الجوائز المرموقة التي يمكن أن يحصل عليها عالم الطبيعة.
لا تشترط الجائزة الدولية لعلم الأحياء أن يكون الفائز حاملاً لجنسية معينة، ومن بين الفائزين السابقين بالجائزة جون ب. جوردون، وموتو كيمورا، وإدوارد أ. ويلسون، وإرنست ماير، وتوماس كافاليير سميث، ويوشينوري أوسومي، والعديد من علماء الأحياء الآخرين في مختلف أنحاء العالم.

## لمحة تاريخية

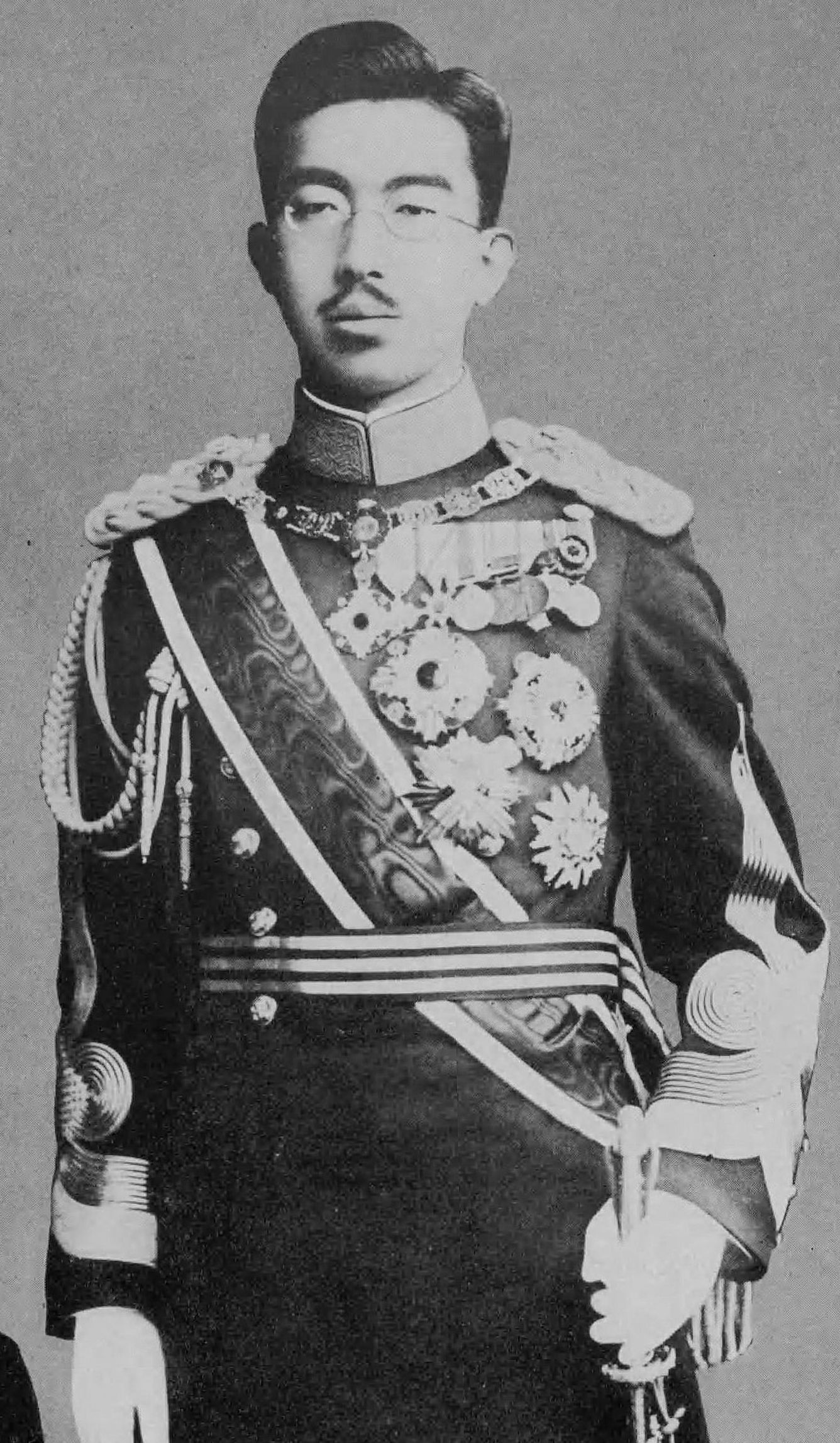
الإمبراطور هيروهيتو

تأسست الجائزة الدولية لعلم الأحياء في عام 1985 احتفالاً بمرور 60 عامًا على حكم الإمبراطور هيروهيتو لليابان، والذي اهتمّ اهتماماً خاصاً طويل الأمد بعلم الأحياء ودعمه، كما سبق له أن عمل في هذا التخصص لفترة طويلة. مُنحت الجائزة الدولية الأولى في علم الأحياء لإدرد جون هنري كورنر، والذي كان عالمًا بارزًا في مجال علم الأحياء النظامي.
تقوم الجمعية اليابانية لدعم العلوم باختيار الفائزين بالجائزة، والتي تتألف من وسام، ومبلغ مالي قدره 10 ملايين يناً يابانيّاً، ويُقام حفل تسليم الجائزة بحضور إمبراطور اليابان، كما عتُعقد ندوة علميّة دولية في مجالات أبحاث العلماء الفائزين في طوكيو.

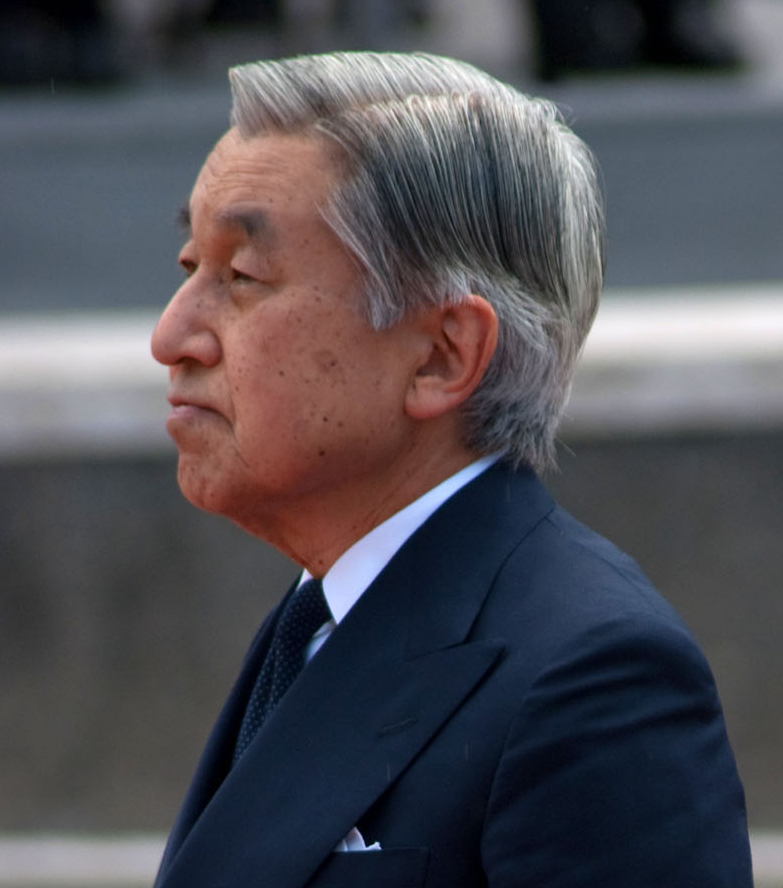
الإمبراطور أكيهيتو إمبراطور اليابان

اشتهر أباطرة اليابان باهتمامهم الخاص بالعلوم، ولا سيما علم الأحياء، حيث سعى الإمبراطور أكيهيتو على مدار سنوات عديدة إلى تطوير دراسة تصنيف الأسماك الغوبيويدية.
درس أكيهيتو إمبراطور اليابان تصنيف وتطور الأسماك الغوبيويدية، وقد ذكر ذلك في خطاب التهنئة الذي ألقاه خلال حفل توزيع الجوائز في عام 2002، حيث قال أنّه استخدم طريقة الانضمام إلى الجار لبناء أشجار النشوء والتطور أثناء دراساته حول هذه الأسماك كما جاء على لسان البروفيسور ماساتوشي ني الحائز على الجائزة الدولية في علم الأحياء لعام 2002.

## اختيار الفائزين
تقوم الجمعية اليابانية لدعم العلوم باختيار الفائزين بالجائزة في كل عام، وتُمنح الجائزة للفرد الذي يرى أعضاء لجنة الجائزة بحسب تقديرهم أنّه قد قدم مساهمة بارزة في النهوض بالبحوث في علم الأحياء الأساسي، ولا يُشترط أن يكون حاملاً لجنسية محدّدة.
تقوم لجنة الجائزة في كل عام بتحديد التخصص في مجال علم الأحياء الذي ستُمنح فيه الجائزة. وتقوم لجنة الاختيار، والتي تتألف من أعضاء يابانيين وغير يابانيين، بقبول ترشيحات المرشحين للجائزة من الأفراد والمنظمات ذات الصلة في الداخل والخارج حسبما تراه لجنة الاختيار مناسبًا، ثم تُخطر لجنة الجائزة بشأن المرشحين المناسبين للجائزة، كما تقدم إلى اللجنة تقريرًا يتضمن توصيات وبياناً داعماً لأحد المرشّحين للفوز بالجائزة.
تتكون الجائزة من ميدالية وجائزة قدرها عشرة ملايين (10،000،000) ينّاً يابانيّاً، ويتسلمها الفائز خلال خفل رسميّ يحضره إمبراطور اليابان، إلى جانب ندوة دولية تُعقد في طوكيو على خلفية الجائزة في مجال التخصص في علم الاحياء.

## الحاصلون على الجائزة
| السنة | الفائز               | الجنسية                  | التخصص                                                  |
| ----- | -------------------- | ------------------------ | ------------------------------------------------------- |
| 1985  | إدرد جون هنري كورنر  | المملكة المتحدة          | التصنيف وعلم الأحياء النظامي                            |
| 1986  | بيتر هـ. رافين       | الولايات المتحدة         | علم الأحياء النظامي والتصنيف                            |
| 1987  | جون ب. جوردون        | المملكة المتحدة          | علم الأحياء التنموي                                     |
| 1988  | موتو كيمورا          | اليابان                  | علم أحياء السكان                                        |
| 1989  | اريك جيمس دينتون     | المملكة المتحدة          | علم الأحياء البحرية                                     |
| 1990  | ماساكازو كونيشي      | اليابان                  | علم الأحياء السلوكي                                     |
| 1991  | مارشال د. هاتش       | أستراليا                 | علم النبات الوظيفي                                      |
| 1992  | كنوت شميدت نيلسن     | النرويج الولايات المتحدة | علم وظائف الأعضاء المقارن والكيمياء الحيوية             |
| 1993  | إدوارد أ. ويلسون     | الولايات المتحدة         | علم البيئة                                              |
| 1994  | ارنست ماير           | ألمانيا الولايات المتحدة | علم الأحياء النظامي والتصنيف                            |
| 1995  | إيان ر. جيبونز       | المملكة المتحدة          | علم الأحياء الخلوي                                      |
| 1996  | ريوزو ياناغيماشي     | اليابان                  | علم أحياء التكاثر                                       |
| 1997  | إليوت مارتن مايرويتز | الولايات المتحدة         | علم النبات                                              |
| 1998  | أوتو توماس سولبريج   | الأرجنتين                | علم أحياء التنوع البيولوجي                              |
| 1999  | سيتسورو إيباشي       | اليابان                  | فسيولوجيا الحيوان                                       |
| 2000  | سيمور بنزر           | الولايات المتحدة         | علم الأحياء التنموي                                     |
| 2001  | هاري ب. ويتنغتون     | المملكة المتحدة          | علم الحفريات                                            |
| 2002  | ماساتوشي ني          | الولايات المتحدة         | علم الأحياء التطوري                                     |
| 2003  | شينيا اينو           | الولايات المتحدة         | علم الأحياء الخلوي                                      |
| 2004  | توماس كافاليير سميث  | المملكة المتحدة          | علم الأحياء النظامي والتصنيف                            |
| 2005  | نام هاي تشوا         | المملكة المتحدة          | علم الأحياء الهيكلي في التركيب الدقيق والتشكيل والتكوين |
| 2006  | سيرج دان             | هولندا                   | علم الأحياء الزمني                                      |
| 2007  | ديفيد سوينسون هوغنيس | الولايات المتحدة         | علم الوراثة                                             |
| 2008  | ديفيد تيلمان         | الولايات المتحدة         | علم البيئة                                              |
| 2009  | وينسلو بريجز         | الولايات المتحدة         | علم النبات                                              |
| 2010  | نانسي أ. موران       | الولايات المتحدة         | بيولوجيا التكافل                                        |
| 2011  | إريك ه. ديفيدسون     | الولايات المتحدة         | علم الأحياء التنموي                                     |
| 2012  | جوزيف التمان         | الولايات المتحدة         | علم الأعصاب                                             |
| 2013  | جوزيف فيلسنشتاين     | الولايات المتحدة         | علم الأحياء التطوري                                     |
| 2014  | بيتر كرين            | المملكة المتحدة          | علم أحياء التنوع البيولوجي                              |
| 2015  | يوشينوري أوسومي      | اليابان                  | علم الأحياء الخلوي                                      |
| 2016  | ستيفن ب. هابل        | الولايات المتحدة         | علم أحياء التنوع البيولوجي                              |
| 2017  | ريتا ر. كولويل       | الولايات المتحدة         | علم الأحياء البحرية                                     |
| 2018  | أندرو هـ. نول        | الولايات المتحدة         | علوم الأرض والكواكب                                     |
| 2019  | نعومي بيرس           | الولايات المتحدة         | علم الحشرات                                             |